# Rai Radio 3
Rai Radio 3 (ранее известна как Radio Tre) — третья радиостанция итальянской государственной телерадиокомпании RAI, специализирующаяся на культуре и классической музыке.

## История
Начала работу 1 октября 1950 как Третья программа, структурно повторяла Третью программу радио BBC. В переходе компании RAI от недифференцированного вещания, адресованного сколь угодно широкой публике, к раздельному вещанию для слушателей с разными запросами важную роль сыграл первый директор Третьей программы (1950—1951), музыковед Альберто Мантелли, выработавший первоначальную концепцию канала: по мнению Мантелли, содержание передач должно было быть посвящено культуре в самом широком смысле, включающем и аналитический интерес к важнейшим вопросам современности.
Современное имя получила в 1976 году. Входит в первый мультиплекс цифрового телерадиовещания RAI.
К 2013 году ежедневная аудитория Radio 3 составляла около 1,4 миллиона человек.

## Передачи
Из тройки основных каналов радио RAI третий канал традиционно адресован наиболее «продвинутой» (англ. sophisticated) аудитории, с развитым вкусом в области музыки, литературы, театра и с интересами в области углублённого анализа новостей, исследовательских и критических материалов по науке, философии и вопросам культуры. В системе RAI третий канал должен был дополнять второй канал, ориентированный преимущественно на молодёжную аудиторию, и первый канал, тяготевший к информационному вещанию.
Основу сетки вещания Rai Radio 3 составляют программы культурологического характера, произведения классической и авангардной музыки (в прямом эфире транслируются концерты), литературные чтения классических произведений, программы на тематику истории, экономики, философии, религии, мифологии, кино и театре.
До последнего времени на этом радио не было абсолютно никакой рекламы. Вся информация представляется с соответствующей аналитикой и критикой. По ночам Rai Radio 3 уступает свою частоту кабельному радиоканалу Rai Radio FD 5, который также транслирует классическую музыку. Также в прямом эфире транслируются некоторые передачи сети Euroradio.
- Выпуски новостей «Джорнале Радио 3» («Giornale Radio 3») несколько раз в день в начале последней четверти часа (в 06.45, 08.45, 10.45, 13.45, 16.45).